# Lykkens musikanter
Lykkens musikanter er en dansk film fra 1962 med manuskript af Patricia McLean og Peer Guldbrandsen, der også har instrueret.

## Medvirkende
- Ellen Gottschalch
- Ove Sprogøe
- Dirch Passer
- Kjeld Petersen
- Ulla Lock
- Hans W. Petersen
- Bent Mejding
- Bertel Lauring